# NGC 7662
NGC 7662, poznatija pod imenom Plava gruda snijega (eng. Blue Snowball Nebula), planetarna je maglica u zviježđu Andromedi.

## Vanjske poveznice
- The Hubble European Space Agency Information Centre Hubble picture and information on NGC 7662  Arhivirana inačica izvorne stranice od 27. rujna 2007. (Wayback Machine)